# Festival international du film de comédie de l'Alpe d'Huez 2014
Le Festival international du film de comédie de l'Alpe d'Huez 2014, 17e édition du festival organisé par l'Agence Tournée Générale, a eu lieu du 15 au 19 janvier 2014.

## Jury
- Dany Boon[2] (président)
- Leïla Bekhti
- Valérie Bonneton
- Pierre Niney
- Stéphane De Groodt[3].

## Sélection

### En compétition

#### Longs métrages
- Babysitting de Philippe Lacheau  France
- Je te survivrai de Sylvestre Sbille  Belgique  France
- Libre et assoupi de Benjamin Guedj  France
- Les Gazelles de Mona Achache  France
- Situation amoureuse : c'est compliqué de Manu Payet  France
- Welcome Mr. President! (Benvenuto Presidente!) de Riccardo Milani  Italie

#### Courts métrages
- Babyphone d'Olivier Casas  France
- Bébé à tout prix de Guillaume Clicquot  France
- Diagnostic de Fabrice Bracq  France
- French Kiss de Céline Groussard  France
- La Queue de Yacine Sersar  France
- Merry Christmas de Pablo Palazón  Espagne
- Mustang Sally de Lauriane Escaffre  France
- Peuple de Mylonesse, pleurons la Reine Naphus d'Éric Le Roch  France
- Suzanne de Wilfried Méance  France

### Hors compétition

#### Longs métrages
- Avalanche Sharks : Les Dents de la neige de Scott Wheeler  États-Unis
- Belle comme la femme d'un autre de Catherine Castel  France (film de clôture)
- L'Île des Miam-nimaux : Tempête de boulettes géantes 2 (Cloudy with a Chance of Meatballs 2) de Cody Cameron et Kris Pearn  États-Unis
- Prêt à tout de Nicolas Cuche  France
- Supercondriaque de Dany Boon  France (film d'ouverture)

#### Courts métrages
- Palais de Justesse de Stéphane de Groodt  France
- Welcome to China d'Olivier Ayache-Vidal  France

## Palmarès
- Grand prix : Situation amoureuse : C'est compliqué[4] de Manu Payet  France
- Prix spécial du jury : Babysitting de Philippe Lacheau et de Nicolas Benamou  France
- Prix du public : Babysitting de Philippe Lacheau et de Nicolas Benamou  France
- Prix d'interprétation : Félix Moati dans Libre et assoupi  France
- Prix du court métrage : Merry Christmas de Pablo Palazon  Espagne
  - Mention spéciale : Peuple de Mylonesse, pleurons la reine Naphus d'Éric Le Roch  France
- Prix Coup de Cœur de la Profession - Digimage : Babysitting de Philippe Lacheau et de Nicolas Benamou  France
- Grand Prix OCS : Babysitting de Philippe Lacheau et de Nicolas Benamou  France